# Iio Ryutaro
Iio Ryutaro (飯尾 竜太朗 Iio Ryūtarō, sinh ngày 30 tháng 1 năm 1991 ở Hyōgo) là một cầu thủ bóng đá người Nhật Bản thi đấu cho V-Varen Nagasaki.

## Thống kê câu lạc bộ
Cập nhật đến ngày 23 tháng 2 năm 2017.
| Thành tích câu lạc bộ | Thành tích câu lạc bộ | Thành tích câu lạc bộ | Giải vô địch | Giải vô địch | Cúp                   | Cúp                   | Cúp Liên đoàn | Cúp Liên đoàn | Tổng cộng | Tổng cộng |
| Mùa giải              | Câu lạc bộ            | Giải vô địch          | Số trận      | Bàn thắng    | Số trận               | Bàn thắng             | Số trận       | Bàn thắng     | Số trận   | Bàn thắng |
| Nhật Bản              | Nhật Bản              | Nhật Bản              | Giải vô địch | Giải vô địch | Cúp Hoàng đế Nhật Bản | Cúp Hoàng đế Nhật Bản | Cúp Liên đoàn | Cúp Liên đoàn | Tổng cộng | Tổng cộng |
| --------------------- | --------------------- | --------------------- | ------------ | ------------ | --------------------- | --------------------- | ------------- | ------------- | --------- | --------- |
| 2013                  | Matsumoto Yamaga      | J2 League             | 14           | 0            | 1                     | 0                     | –             | –             | 15        | 0         |
| 2014                  | Matsumoto Yamaga      | J2 League             | 8            | 0            | 2                     | 0                     | –             | –             | 10        | 0         |
| 2015                  | Matsumoto Yamaga      | J1 League             | 6            | 0            | 2                     | 0                     | 4             | 0             | 12        | 0         |
| 2016                  | Matsumoto Yamaga      | J2 League             | 18           | 2            | 0                     | 0                     | –             | –             | 18        | 2         |
| Tổng cộng sự nghiệp   | Tổng cộng sự nghiệp   | Tổng cộng sự nghiệp   | 46           | 2            | 5                     | 0                     | 4             | 0             | 55        | 2         |